# Couratari prancei
Couratari prancei är en tvåhjärtbladig växtart som beskrevs av William Antônio Rodrigues. Couratari prancei ingår i släktet Couratari, och familjen Lecythidaceae. IUCN kategoriserar arten globalt som akut hotad. Inga underarter finns listade i Catalogue of Life.